# Maria Amèlia Badia Gasol
Maria Amèlia Badia Gasol (Valls, 22 d'abril de 1826 - Valls, 28 d'abril de 1898) fou una mestressa de casa de Valls protagonista de la revolta de la Gloriosa al Camp de Tarragona. Dona del notari Josep Dasca i Folch.

## Biografia
Amèlia Badia Gassol era filla de Caietà Badia Espinosa, comerciant, i de Maria Gassol i Porta, ambdós de Valls. El 1850 es casà amb Josep Dasca i Folch que, en el moment de casar-se, constava com a passant de notari. Tingué cinc fills.
La incidència de la revolta de la Gloriosa Revolució de 1868 fou molt forta al Camp de Tarragona, especialment a les ciutats. A Valls, durant els tres primers dies del mes d'octubre de 1869, els revoltats l'emprengueren contra els notaris i la seva documentació. En un informe tramès per Josep Dasca, notari delegat del Col·legi de Notaris de Catalunya en aquesta població, a finals del mateix any explica com els revoltats van anar de despatx en despatx cremant tots els protocols notarials que trobaven, especialment els dels darrers 25 o 30 anys, i en alguns casos, també les còpies que havien de ser donades als interessats. Els diners guardats i alguns segells notarials, tan importants per a la documentació, també van ser robats o cremats.
Quan els insurrectes anaren a cremar la notaria de Josep Dasca constataren que el notari, tement per la seva vida, havia fugit. A la casa només trobaren l'esposa amb els seus fills. Els amotinats volgueren cremar la documentació però Amèlia Badia s'hi oposà fortament. En veure que tant ella com el seu fill gran de 15 anys, Josep, corrien perill de mort, la mare volgué convèncer els incendiaris que deixessin en pau el fill, a la qual cosa el fill respongué que valia més que el matessin a ell que a la mare. Davant aquest acte d'amor maternal i filial mutu, els amotinats decidiren deixar-los en vida i respectar la documentació a canvi de cremar tots els mobles i béns propis i de l'espoli de les joies i els diners de la família. Així fou com Amèlia Badia aconseguí que de la notaria del seu marit se salvessin els documents i els dipòsits de diversos clients que es guardaven al despatx, especialment aquella documentació que formava part l'Arxiu General del Districte.
La Junta del Col·legi de Notaris de Barcelona decidí demanar un retrat d'Amèlia Badia perquè fos instal·lat a la sala on se celebraven les reunions i que se li trametés una còpia del retrat amb una nota d'agraïment per la seva valentia.
Amèlia Badia quedà vídua el 1870 i l'any següent se li morí el fill petit. Sobrevisqué al seu marit 28 anys.